# Kork Ballington
Kork Ballington, född 1951 i Sydhodesia, men sydafrikansk medborgare, var en motorcykelförare som vann fyra VM-titlar i karriären, två i 350GP och två i 250GP.

## Segrar 350GP
| Nr | Grand Prix      | År   |
| -- | --------------- | ---- |
| 1  | Spanien         | 1976 |
| 2  | Holland         | 1977 |
| 3  | Storbritannien  | 1977 |
| 4  | Österrike       | 1978 |
| 5  | Italien         | 1978 |
| 6  | Holland         | 1978 |
| 7  | Finland         | 1978 |
| 8  | Storbritannien  | 1978 |
| 9  | Tjeckoslovakien | 1978 |
| 10 | Österrike       | 1979 |
| 11 | Spanien         | 1979 |
| 12 | Jugoslavien     | 1979 |
| 13 | Storbritannien  | 1979 |
| 14 | Tjeckoslovakien | 1979 |

## Segrar 250GP
| Nr | Grand Prix      | År   |
| -- | --------------- | ---- |
| 1  | Storbritannien  | 1977 |
| 2  | Italien         | 1978 |
| 3  | Finland         | 1978 |
| 4  | Västtyskland    | 1978 |
| 5  | Tjeckoslovakien | 1978 |
| 6  | Västtyskland    | 1979 |
| 7  | Italien         | 1979 |
| 8  | Spanien         | 1979 |
| 9  | Finland         | 1979 |
| 10 | Storbritannien  | 1979 |
| 11 | Tjeckoslovakien | 1979 |
| 12 | Frankrike       | 1979 |
| 13 | Spanien         | 1980 |
| 14 | Frankrike       | 1980 |
| 15 | Finland         | 1980 |
| 16 | Storbritannien  | 1980 |
| 17 | Västtyskland    | 1980 |